# Deutsches Meisterschaftsrudern 1922
Das 35. Deutsche Meisterschaftsrudern wurde 1922 in Trier ausgetragen. Wie bereits im Vorjahr wurden Medaillen in fünf Bootsklassen vergeben.

## Medaillengewinner
| Bootsklasse            | Gold | Silber | Bronze |
| ---------------------- | --- | --- | --- |
| Einer                  | Carl Leux (RG Wiking Berlin) | Ernst Reinhold (RC Germania Tegel 1886) | keine weiteren Boote am Start |
| Doppelzweier           | RC Germania Tegel Hermann Reinhold Ernst Reinhold | ETuF Essen Hans Saur F. K. Schneider | keine weiteren Boote in der Wertung |
| Zweier ohne Steuermann | Kölner Club für Wassersport Kurt Urbach Adolf Hansult | RK Germania Köln Fritz Wildeshaus Willy Wildeshaus | RG Wiking Leipzig Walter Meyer Erich Ahrenholz |
| Vierer ohne Steuermann | ETuF Essen Hermann Kniepkamp Otto Dürr Theo Webels Alfred Storp | RK Germania Köln Fritz Wildeshaus Walter Stein Carl Wendland Willy Wildeshaus                                                                          | keine weiteren Boote in der Wertung |
| Achter                 | Lübecker RK Walter Brockmüller August Haensel Werner Günther Walter Pfeiffer Paul Fidrmuc Bruno Thomsen Hans Urban von Hirschfeld Rudolf Scharff Paul Reimpell (Stm.) | Kasteler RG von 1880 Kurt Brahm Georg Ehmig Helmut Eisold Fritz Schandua Wilhelm Berg Jakob Rath Joseph Licht Kurt Planitzer Wolfgang Freyeisen (Stm.) | Berliner RC Sport-Borussia Erwin Freiwald Erich Granaß Richard Dobe B. Knauer Erwin Müller Siegfried Hell Hans Sörgel Bernhard Hoffmann Karl Kunert (Stm.) |